# KS Toruń
KS Toruń är ett speedwaylag från Toruń i Polen. Klubben har vunnit fyra guld (1986, 1990, 2001, 2008), sju silver (1995, 1996, 2003, 2007, 2009, 2013, 2016), nio brons (1983, 1991, 1992, 1993, 1994, 2010, 2012, 2023, 2024).

## Motoarena Toruń

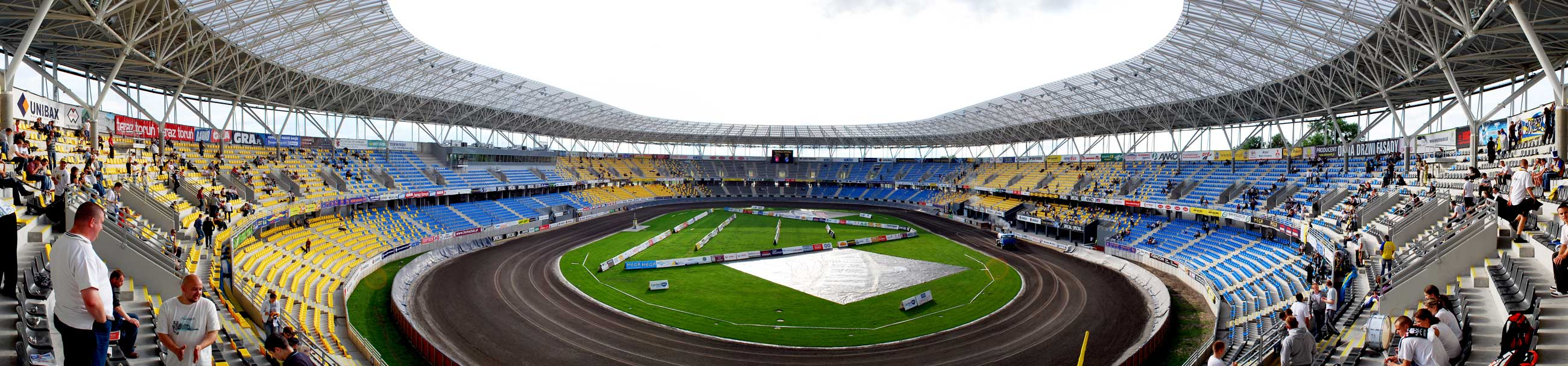

Motoarena Toruń är en av Polens nyaste speedwayarenor, arena tar upp till 15 500 åskådare. Arena färdigställdes 2009 har sedan dess körts även Gp-tävlingar på arenan.

## Förare 2025
- Patryk Dudek
- Robert Lambert
- Mikkel Michelsen
- Emil Sajfutdinov
- Jan Kvěch
- Mikołaj Duchiński
- Antoni Kawczyński
- Krzysztof Lewandowski
- Oskar Rumiński